# Кезель-Ашек
Кезель-Ашек (перс. قزل‌عاشق) — село в Ірані, входить до складу дехестану Ровзех-Чай у Центральному бахші шахрестану Урмія провінції Західний Азербайджан.